# Mattéo Guendouzi
Mattéo Guendouzi, né le 14 avril 1999 à Poissy, dans les Yvelines, est un footballeur international français qui évolue au poste de milieu de terrain à la SS Lazio.
Sélectionné en équipe de France depuis 2021, il est finaliste de la Coupe du monde 2022 et remporte la Ligue des nations 2021.

## Biographie

### Enfance et formation
Mattéo Guendouzi naît à Poissy d'une mère française et d'un père marocain de Berkane et a grandi dans la commune de Bazemont dans les Yvelines.
Dès ses six ans, en avril 2005, Mattéo intègre le club du Paris Saint-Germain pour y débuter chez les jeunes, en cours de saison. Il y effectue l’essentiel de sa pré-formation puis de sa formation pendant près de neuf ans au centre de formation du PSG. Mattéo Guendouzi est en concurrence avec Boubakary Soumaré, Stanley Nsoki ou encore Antoine Bernede au milieu de terrain dans l'équipe de sa génération 1999.

### Carrière en club

#### FC Lorient (2014-2018)
Mattéo Guendouzi prend la décision de quitter le Paris Saint-Germain en 2014, à quinze ans, pour rejoindre le centre de formation du FC Lorient.
Il fait ses débuts en équipe première en Ligue 1 le 15 octobre 2016, lors d'une défaite contre le FC Nantes. Il joue neuf matchs toutes compétitions confondues, au cours de sa première saison 2016-2017 qui voit le FC Lorient relégué en Ligue 2 à la fin du championnat,.
Refusant de prolonger son contrat à l’été 2017, son départ est donc acté dès le début de la saison 2017-2018. Cet aspect contractuel et ses quelques problèmes de comportement sont les raisons de sa mise à l'écart en fin de saison par Mickaël Landreau. En effet, avec seulement 18 journées jouées sur les 38 possibles, Guendouzi ne participe pas à la fin du championnat avec Lorient qui rate la promotion, terminant septième de Ligue 2.

#### Arsenal FC (2018-2020)

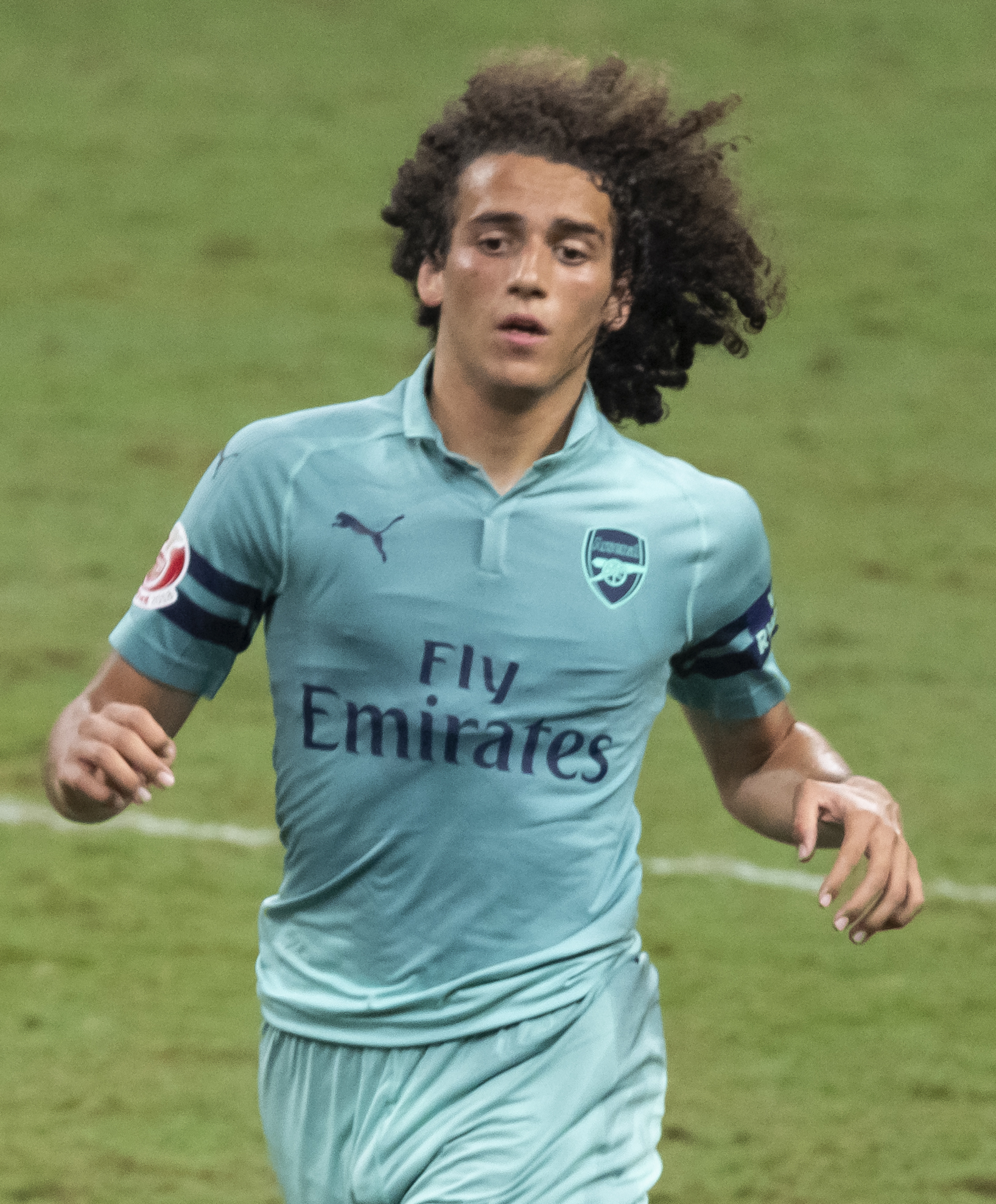
Guendouzi avec Arsenal en 2018.

Le 11 juillet 2018, Guendouzi rejoint l'équipe d'Arsenal en Premier League. Il récupère le numéro 29, précédemment détenu par Granit Xhaka, qui prend le numéro 34, faisant suite du départ de Francis Coquelin la saison précédente. Le 12 août 2018, Guendouzi fait ses débuts en championnat lors du match d'ouverture de la saison contre les champions en titre, Manchester City, match dans lequel il comptabilise 72 ballons touchés, soit le nombre le plus haut de son équipe. Les supporters des Gunners l'élisent joueur du mois d'août. Guendouzi découvre également la coupe d'Europe, faisant ses débuts en Ligue Europa le 20 septembre 2018, contre le Vorskla Poltava. Il entre en jeu à la place de Lucas Torreira et son équipe l'emporte par quatre buts à deux.
Son bon début de saison 2019-2020, titulaire indiscutable dans l’esprit d’Unai Emery, lui permet d'être convoqué à deux reprises en équipe de France A,.

#### Hertha Berlin (2020-2021)
Le 5 octobre 2020 lors du dernier jour du mercato, à la suite de son comportement déplacé contre Brighton et de différends avec son entraîneur Mikel Arteta, Mattéo Guendouzi est prêté au Hertha Berlin. Il joue son premier match le 1er novembre 2020 lors d'une rencontre de Bundesliga face au VfL Wolfsburg (1-1). Il inscrit son premier but le 12 décembre 2020 face au Borussia Mönchengladbach, en championnat (1-1).

#### Olympique de Marseille (2021-2023)
N'entrant toujours pas dans les plans de Mikel Arteta, et à la suite de l'intérêt de nombreux clubs dont le Benfica Lisbonne, l'international espoir français est prêté avec option d'achat jusqu'à la fin de saison 2021-2022 à l'Olympique de Marseille. Il récupère le numéro 6 laissé libre depuis le départ en prêt de Kevin Strootman au Cagliari Calcio.
Il marque son premier but sous les couleurs olympiennes le 28 août 2021 en ouvrant le score à domicile face à l’AS Saint-Étienne (victoire 3-1). Ses performances lui valent d'être rappelé en équipe de France A.
Après une première saison réussie, Pablo Longoria laisse entendre dans l'émission Rothen s'enflamme sur RMC que le milieu de terrain sera définitivement marseillais à l'issue de la saison 2021-2022. Guendouzi signe en 2022 un contrat avec l'OM qui s'étend jusqu'en 2025. À propos de son contrat il dit : « Je m'inscris dans la durée à l'OM. »

#### Lazio Rome (depuis 2023)
Le 30 août 2023, Mattéo Guendouzi quitte l'Olympique de Marseille pour rejoindre le club romain de la Lazio Rome, sous la forme de prêt avec option d'achat obligatoire. Il prend part à son premier match lors de la troisième journée en entrant en jeun contre le SSC Naples avant de s'imposer comme un titulaire indiscutable. Il ouvre son compteur le 5 décembre suivant, marquant le seul but du match en huitième de finale de Coupe d'Italie contre le Genoa CFC.

### Carrière internationale

#### Équipe de France jeune et choix international
En novembre 2016, Mattéo Guendouzi honore sa première sélection avec l’équipe de France des moins de 18 ans. Il inscrit un but avec les moins de 19 ans et un but avec les moins de 20 ans.
En début 2017, il est approché par le Maroc et son sélectionneur Hervé Renard. Guendouzi décline cependant la proposition. Plus tard dans l'année, en novembre, à l'occasion d'un match amical contre le Maroc à Salé, il rencontre Walid Regragui, à qui il confirme avoir des origines marocaines, mais que la France est un choix international définitif,.
En mai 2019, il est sélectionné pour disputer le championnat d'Europe en Italie et à Saint-Marin, avec l'équipe de France espoirs. Son équipe et lui atteignent les demi-finales, battus 4-1 par l'Espagne, futur vainqueur de l'édition.

#### Équipe de France
Le 2 septembre 2019, Guendouzi est convoqué pour la première fois en équipe de France A par Didier Deschamps pour pallier le forfait de Paul Pogba,. Deux mois plus tard, il profite de l'absence de Blaise Matuidi pour connaître sa seconde convocation en A, toujours sans entrer en jeu.
Il continue jusqu'en 2021 à évoluer régulièrement en espoirs. En septembre 2021, deux ans après sa première convocation, il est rappelé en équipe de France A pour les qualifications pour le Mondial 2022, profitant de deux forfaits. 
Le mois suivant, il est a nouveau convoqué et remporte la Ligue des nations sans toutefois entrer en jeu lors des deux matchs de la phase finale. Il remporte son premier titre avec l'équipe de France en ne comptant encore aucune sélection.
Le 16 novembre 2021, il joue son premier matchs en Bleus entre en jeu lors du match contre la Finlande, comptant pour la qualification pour la Coupe du monde 2022 au Qatar. Il entre de nouveau en jeu à deux reprises lors de matchs amicaux de mars 2022.
Le 9 novembre 2022, il fait partie des 26 joueurs sélectionnés en équipe de France, pour disputer la coupe du monde 2022. Il est finaliste de la Coupe du monde mais ne joue qu'un seul match en étant titulaire lors du troisième match de poule perdu contre la Tunisie.
En mai, il fait partie du groupe de 25 joueurs convoqués pour participer à la phase finale de Ligue des nations. Il entre en jeu lors de la petite finale remportée deux buts à zéro contre l'Allemagne.

### Vie privée
Mattéo Guendouzi et sa compagne Maëlle sont devenus parents d’une petite fille, Mayleen née le 7 mai 2021.

## Style de jeu
Au centre de formation du Paris SG, Mattéo Guendouzi marque Sébastien Thierry, l'un de ses formateurs au PSG quand il avait quatorze ans : « Mattéo c’était un joueur talentueux avec beaucoup de caractère et des qualités physiques exceptionnelles, » se souvient-il en 2019. Si le formateur reconnaît qu’il n’était peut-être pas le meilleur techniquement, il avait déjà marqué les esprits pour ses nombreuses qualités balle au pied et le technicien rajoute : « Il avait une très bonne vision du jeu. Sur le plan athlétique, il avait un fort potentiel au niveau endurance. Il possédait également une forte détermination. Au niveau mental, c’était très très impressionnant. (...) C’était un leader dans les équipes de jeunes. (...) C'était un joueur extrêmement déterminé avec un caractère fort et très affirmé. Il savait exactement où il voulait aller. Il avait déjà une grande confiance en lui. »
Lors de sa première convocation en équipe de France A, Didier Deschamps dit de Guendouzi : « C'est le milieu de terrain moderne box-to-box avec beaucoup de volume, des qualités techniques. »

## Statistiques
| Saison                | Club                          | Championnat           | Championnat | Championnat | Championnat | Coupe nationale | Coupe nationale | Coupe nationale | Coupe de la Ligue | Coupe de la Ligue | Coupe de la Ligue | Supercoupe | Supercoupe | Supercoupe | Compétition(s) continentale(s) | Compétition(s) continentale(s) | Compétition(s) continentale(s) | Compétition(s) continentale(s) | Total | Total | Total |
| Saison                | Club                          | Division              | M.          | B.          | P.d.        | M.              | B.              | P.d.            | M.                | B.                | P.d.              | M.         | B.         | P.d.       | Comp.                          | M.                             | B.                             | P.d.                           | M.    | B.    | P.d.  |
| 2016-2017             | FC Lorient                    | Ligue 1               | 8           | 0           | 0           | 1               | 0               | 0               | -                 | -                 | -                 | -          | -          | -          | -                              | -                              | -                              | -                              | 9     | 0     | 0     |
| 2017-2018             | FC Lorient                    | Ligue 2               | 18          | 0           | 1           | 1               | 0               | 0               | 2                 | 0                 | 0                 | -          | -          | -          | -                              | -                              | -                              | -                              | 21    | 0     | 1     |
| Sous-total            | Sous-total                    | Sous-total            | 26          | 0           | 1           | 2               | 0               | 0               | 2                 | 0                 | 0                 | -          | -          | -          | -                              | -                              | -                              | -                              | 30    | 0     | 1     |
| 2018-2019             | Arsenal FC                    | Premier League        | 33          | 0           | 0           | 1               | 0               | 0               | 3                 | 0                 | 2                 | -          | -          | -          | C3                             | 11                             | 1                              | 0                              | 48    | 1     | 2     |
| 2019-2020             | Arsenal FC                    | Premier League        | 24          | 0           | 1           | 3               | 0               | 0               | 1                 | 0                 | 0                 | -          | -          | -          | C3                             | 6                              | 0                              | 0                              | 34    | 0     | 1     |
| Sous-total            | Sous-total                    | Sous-total            | 57          | 0           | 1           | 4               | 0               | 0               | 4                 | 0                 | 2                 | -          | -          | -          | -                              | 17                             | 1                              | 0                              | 82    | 1     | 3     |
| 2020-2021             | Hertha Berlin (prêt)          | Bundesliga            | 24          | 2           | 1           | -               | -               | -               | -                 | -                 | -                 | -          | -          | -          | -                              | -                              | -                              | -                              | 24    | 2     | 1     |
| 2021-2022             | Olympique de Marseille (prêt) | Ligue 1               | 38          | 4           | 5           | 4               | 0               | 3               | -                 | -                 | -                 | -          | -          | -          | C3+C4                          | 6+8                            | 0+1                            | 0+2                            | 56    | 5     | 10    |
| 2022-2023             | Olympique de Marseille        | Ligue 1               | 33          | 2           | 5           | 4               | 1               | 1               | -                 | -                 | -                 | -          | -          | -          | C1                             | 6                              | 2                              | 0                              | 43    | 5     | 6     |
| 2023-2024             | Olympique de Marseille        | Ligue 1               | 2           | 0           | 0           | -               | -               | -               | -                 | -                 | -                 | -          | -          | -          | C1                             | 2                              | 0                              | 0                              | 4     | 0     | 0     |
| Sous-total            | Sous-total                    | Sous-total            | 73          | 6           | 10          | 8               | 1               | 4               | -                 | -                 | -                 | -          | -          | -          | -                              | 22                             | 3                              | 2                              | 103   | 10    | 16    |
| 2023-2024             | Lazio Rome (prêt)             | Serie A               | 33          | 2           | 3           | 4               | 1               | 0               | -                 | -                 | -                 | 1          | 0          | 0          | C1                             | 8                              | 0                              | 1                              | 46    | 3     | 4     |
| 2024-2025             | Lazio Rome                    | Serie A               | 37          | 1           | 2           | 2               | 0               | 0               | -                 | -                 | -                 | -          | -          | -          | C3                             | 9                              | 0                              | 2                              | 48    | 1     | 4     |
| Sous-total            | Sous-total                    | Sous-total            | 70          | 3           | 5           | 6               | 1               | 0               | -                 | -                 | -                 | 1          | 0          | 0          | -                              | 17                             | 0                              | 3                              | 94    | 4     | 8     |
| Total sur la carrière | Total sur la carrière         | Total sur la carrière | 249         | 11          | 17          | 20              | 2               | 4               | 6                 | 0                 | 2                 | 2          | 0          | 0          | -                              | 56                             | 4                              | 5                              | 333   | 17    | 28    |

## En sélection nationale
| Saison                | Sélection             | Phases finales              | Phases finales | Phases finales | Phases finales | Éliminatoires | Éliminatoires | Éliminatoires | Ligue des nations | Ligue des nations | Ligue des nations | Matchs amicaux | Matchs amicaux | Matchs amicaux | Total | Total | Total |
| Saison                | Sélection             | Compétition                 | M              | B              | Pd             | M             | B             | Pd            | M                 | B                 | Pd                | M              | B              | Pd             | M     | B     | Pd    |
| --------------------- | --------------------- | --------------------------- | -------------- | -------------- | -------------- | ------------- | ------------- | ------------- | ----------------- | ----------------- | ----------------- | -------------- | -------------- | -------------- | ----- | ----- | ----- |
| 2021-2022             | France                | Ligue des nations 2020-2021 | 0              | 0              | 0              | 1             | 0             | 0             | 3                 | 0                 | 0                 | 2              | 1              | 1              | 6     | 1     | 1     |
| 2022-2023             | France                | Coupe du monde 2022         | 1              | 0              | 0              | -             | -             | -             | -                 | -                 | -                 | -              | -              | -              | 1     | 0     | 0     |
| 2023-2024             | France                | -                           | -              | -              | -              | -             | -             | -             | -                 | -                 | -                 | 1              | 0              | 0              | 1     | 0     | 0     |
| 2024-2025             | France                | Ligue des nations 2024-2025 | 1              | 0              | 0              | -             | -             | -             | 5                 | 1                 | 1                 | -              | -              | -              | 6     | 1     | 1     |
| Total sur la carrière | Total sur la carrière | Total sur la carrière       | 2              | 0              | 0              | 1             | 0             | 0             | 8                 | 1                 | 1                 | 3              | 1              | 1              | 14    | 2     | 2     |

### Liste des matchs internationaux
| Matchs internationaux de Mattéo Guendouzi | Matchs internationaux de Mattéo Guendouzi | Matchs internationaux de Mattéo Guendouzi         | Matchs internationaux de Mattéo Guendouzi | Matchs internationaux de Mattéo Guendouzi | Matchs internationaux de Mattéo Guendouzi                       | Matchs internationaux de Mattéo Guendouzi                             |
|                                           | Date                                      | Lieu                                              | Adversaire                                | Résultat                                  | Compétition                                                     | Notes                                                                 |
| ----------------------------------------- | ----------------------------------------- | ------------------------------------------------- | ----------------------------------------- | ----------------------------------------- | --------------------------------------------------------------- | --------------------------------------------------------------------- |
| 1.                                        | 16 novembre 2021                          | Stade olympique d'Helsinki, Helsinki, Finlande    | Finlande                                  | 2 - 0                                     | Éliminatoires de la Coupe du monde 2022                         | Entre en jeu à la place d'Antoine Griezmann à la 67e minute de jeu.   |
| 2.                                        | 25 mars 2022                              | Stade Vélodrome, Marseille, France                | Côte d'Ivoire                             | 2 - 1                                     | Match amical                                                    | Entre en jeu à la place d'Antoine Griezmann à la 75e minute de jeu.   |
| 3.                                        | 29 mars 2022                              | Stade Pierre-Mauroy, Villeneuve-d'Ascq, France    | Afrique du Sud                            | 5 - 0                                     | Entre en jeu à la place d'Adrien Rabiot à la 79e minute de jeu. |                                                                       |
| 4.                                        | 6 juin 2022                               | Stade Poljud, Split, Croatie                      | Croatie                                   | 1 - 1                                     | Ligue des nations 2022-2023                                     | Titulaire.                                                            |
| 5.                                        | 10 juin 2022                              | Stade Ernst-Happel, Vienne, Autriche              | Autriche                                  | 1 - 1                                     | Ligue des nations 2022-2023                                     | Entre en jeu à la place d'Aurélien Tchouaméni à la 63e minute de jeu. |
| 6.                                        | 13 juin 2022                              | Stade de France, Saint-Denis, France              | Croatie                                   | 0 - 1                                     | Ligue des nations 2022-2023                                     | Titulaire et remplacé par Antoine Griezmann à la 80e minute de jeu.   |
| 7.                                        | 30 novembre 2022                          | Stade Education City, Al Rayyan, Qatar            | Tunisie                                   | 1 - 0                                     | Coupe du monde 2022                                             | Titulaire et remplacé par Ousmane Dembélé à la 79e minute de jeu.     |
| 8.                                        | 26 mars 2024                              | Stade Vélodrome, Marseille, France                | Chili                                     | 3 - 2                                     | Match amical                                                    | Entre en jeu à la place d'Eduardo Camavinga à la 44e minute de jeu.   |
| 9.                                        | 9 septembre 2024                          | Parc Olympique lyonnais, Décines-Charpieu, France | Belgique                                  | 2 - 0                                     | Ligue des nations 2024-2025                                     | Titulaire et remplacé par Antoine Griezmann à la 79e minute de jeu.   |
| 10.                                       | 10 octobre 2024                           | Bozsik Aréna, Budapest, Hongrie                   | Israël                                    | 1 - 4                                     | Ligue des nations 2024-2025                                     | Entre en jeu à la place de Christopher Nkunku à la 77e minute de jeu. |
| 11.                                       | 14 octobre 2024                           | Stade Roi Baudouin, Bruxelles, Belgique           | Belgique                                  | 1 - 2                                     | Ligue des nations 2024-2025                                     | Titulaire et remplacé par Eduardo Camavinga à la 74e minute de jeu.   |
| 12.                                       | 17 novembre 2024                          | Stade San Siro, Milan, Italie                     | Italie                                    | 1 - 3                                     | Ligue des nations 2024-2025                                     | Titulaire.                                                            |
| 13.                                       | 20 mars 2025                              | Stade de Poljud, Split, Croatie                   | Croatie                                   | 2 - 0                                     | Ligue des nations 2024-2025                                     | Titulaire et remplacé par Manu Koné à la 84e minute de jeu.           |
| 14.                                       | 8 juin 2025                               | MHPArena, Stuttgart, Allemagne                    | Allemagne                                 | 0 - 2                                     | Ligue des nations 2024-2025                                     | Entre en jeu à la place de Marcus Thuram à la 90e minute de jeu.      |

### Buts internationaux
| Buts internationaux de Mattéo Guendouzi | Buts internationaux de Mattéo Guendouzi | Buts internationaux de Mattéo Guendouzi        | Buts internationaux de Mattéo Guendouzi | Buts internationaux de Mattéo Guendouzi | Buts internationaux de Mattéo Guendouzi | Buts internationaux de Mattéo Guendouzi | Buts internationaux de Mattéo Guendouzi | Buts internationaux de Mattéo Guendouzi |
|                                         | Date                                    | Lieu                                           | Adversaire                              | Résultat                                | Compétition                             | Notes                                   | Notes                                   | Sel.                                    |
| --------------------------------------- | --------------------------------------- | ---------------------------------------------- | --------------------------------------- | --------------------------------------- | --------------------------------------- | --------------------------------------- | --------------------------------------- | --------------------------------------- |
| 1.                                      | 29 mars 2022                            | Stade Pierre-Mauroy, Villeneuve-d'Ascq, France | Afrique du Sud                          | 5 - 0                                   | Match amical                            | 5 - 0                                   | 90+2e du pied droit                     | 3e                                      |
| 2.                                      | 10 octobre 2024                         | Bozsik Aréna, Budapest, Hongrie                | Israël                                  | 1 - 4                                   | Ligue des nations 2024-2025             | 1 - 3                                   | 87e du pied droit                       | 10e                                     |

## Palmarès

### En club
Mattéo Guendouzi remporte le premier titre de sa carrière au Arsenal FC en remportant la Coupe d'Angleterre en 2020, un an après avoir été finaliste de la Ligue Europa face à Chelsea. Avec l'Olympique de Marseille, il est vice-champion de France en 2022

### En sélection nationale
Avec l'équipe de France, Mattéo Guendouzi compte 13 sélections pour 2 buts et à joué la Coupe du monde 2022 au Qatar dont il est finaliste. Il remporte également la Ligue des nations en 2021 et termine troisième en 2025.
| Arsenal (1)                                                                     | Olympique de Marseille                            | Équipe de France (1)                                                                              |
| ------------------------------------------------------------------------------- | ------------------------------------------------- | ------------------------------------------------------------------------------------------------- |
| - Coupe d'Angleterre : - Vainqueur en 2020 - Ligue Europa : - Finaliste en 2019 | - Championnat de France : - Vice-champion en 2022 | - Coupe du monde : - Finaliste : 2022 - Ligue des nations : - Vainqueur : 2021 - Troisième : 2025 |